# Sičice
Sičice su naseljeno mjesto u Republici Hrvatskoj u općini Vrbje u Brodsko-posavskoj županiji.

## O naselju
U Sičicama se nalazi crkva Svetog Andrije u sastavu Požeške biskupije,  Područna škola Ljudevit Gaj.

## Udruge
- DVD Sičice

## Zemljopis
Sičice se nalaze na križanju županijskih cesta Nova Gradiška -Sičice – Vrbje,  Sičice - Dolina i nerazvrstane ceste.  Udaljene su 10km južno od Nove Gradiške, susjedna sela su Dolina na jugu, Ljupina na sjeveru i središte općine Vrbje na istoku.

## Stanovništvo
Prema popisu stanovništva iz 2011. godine Sičice su imale 391 stanovnika, dok su 2001. godine imale 517 stanovnika od toga 515 Hrvata. 
| broj stanovnika | 683   | 690   | 574   | 646   | 654   | 742   | 749   | 763   | 786   | 795   | 796   | 685   | 604   | 561   | 517   | 391   | 338   |
|                 | 1857. | 1869. | 1880. | 1890. | 1900. | 1910. | 1921. | 1931. | 1948. | 1953. | 1961. | 1971. | 1981. | 1991. | 2001. | 2011. | 2021. |